# Grâce (christianisme)
Pour les articles homonymes, voir Grâce.
Ne doit pas être confondu avec Grâces (prière).
Dans le christianisme, la grâce est une aide surnaturelle accordée par Dieu aux hommes pour leur salut, qui permet d'échapper à la damnation. Plus précisément, « la grâce est la faveur, le secours gratuit que Dieu nous donne pour répondre à son appel, devenir enfants de Dieu, fils adoptifs, participants de la divine nature, de la vie éternelle. Elle introduit dans l'intimité de la vie trinitaire ». Elle peut aussi correspondre au pardon, à l'amour et à la miséricorde divine. En Occident, les rapports de la grâce, qu'elle soit efficace ou suffisante, et du libre arbitre, ont été au cœur de controverses théologiques importantes. Le concept de grâce est aussi étroitement lié à l'idée de prédestination.

## Histoire
Dans la Bible, la grâce divine est la faveur gratuite de Dieu aux croyants. Paul de Tarse, dans ses épîtres aux Galates et aux Romains, traite abondamment du salut par la grâce. Ces textes justifient les débats ultérieurs sur ce sujet, débats qui se réfèrent tous à l'œuvre paulinienne.

### Nouveau Testament
De nombreux passages du Nouveau Testament évoquent la grâce dans des sens différents mais indissociables. Il y a d'abord le passage de l'Annonciation à Marie : « Vous êtes comblée de grâce (...) vous avez trouvé grâce auprès de Dieu » (Luc 1, 28-30). C'est ainsi que, à propos  de l'Enfant Jésus, l'évangile selon Luc dit « La grâce était en lui » (Luc 2, 41) et précise plus loin qu'il « croissait en taille et en grâce » (Luc 2, 52). La Première épître de Jean dit à ses lecteurs : « Vous héritez ensemble de la grâce de vie » (1 Jean 3, 7). De même la Première épître de Pierre indique aux fidèles qu'ils partagent la vie de la grâce (1 Pierre 3, 7) ; elle cite plus loin « Dieu de toute grâce » (1 Pierre 5, 10).
Paul parle de la grâce qui est en Jésus-Christ (2 Timothée 2, 1). Par ailleurs, il évoque Jésus « par qui nous avons reçu l'apostolat » (Romains 1, 5), et précise à propos de Dieu qu'il a réalisé la grâce dans le Christ (1 Corinthiens 1, 4). En outre, il exhorte les Corinthiens à « ne pas recevoir en vain la grâce de Dieu » (2 Corinthiens 6, 2). Par ailleurs, il rappelle à Timothée « la grâce de Dieu » qui est venue en lui par l'imposition de ses mains (2 Timothée 1, 7). Par ailleurs, la réponse de Jésus à Paul qui l'implorait de lui épargner une épreuve : « ma grâce te suffit » (2 Corinthiens 12, 9) est à mettre en relation avec son enseignement sur la vigne : « Sans moi, vous ne pouvez rien faire » (Jean 15, 5). Enfin, les Épîtres de Paul commencent toutes par la demande que la grâce vienne sur les destinataires, sans oublier l'adresse trinitaire de 2 Corinthiens qui appelle sur eux la grâce (2 Corinthiens 13, 13). Le passage « que vous deveniez participants de la nature divine » (2 Pierre 1, 4) est souvent considéré comme une définition adéquate de la grâce.

### Premier siècle
Les Pères de l'Église emploient les mots kharis et gratia pour désigner la faveur de Dieu et ses bienfaits, en particulier au sujet de l'œuvre rédemptrice du Christ et du baptême. La focalisation sur la gratuité de la grâce correspond à l'orientation des textes qui opposent la justice de la foi selon la grâce du Christ à la justice dont pourrait se vanter l'homme fidèle à la Loi de Moïse (Romains 3, 27 et 1 Corinthiens 4, 7) et qui placent la grâce par laquelle Dieu s'est abaissé jusqu'aux hommes dans la perspective de la vision parfaite qui sera atteinte dans le ciel (1 Corinthiens 13, 12 et 2 Corinthiens 5, 7).
Les Pères apostoliques attribuent la nouvelle vie engendrée par le baptême à l'action de l'Esprit Saint qu'ils appellent la grâce de Dieu. La première Épître aux Corinthiens de Clément de Rome parle du sang versé par le Christ qui a apporté la grâce de la conversion (7, 4-8). En outre Ignace d'Antioche enseigne que la grâce réside dans le Christ. Enfin la Lettre à Diognète affirme la nécessité du don divin de la grâce pour être sauvé.

### En Orient
Clément d'Alexandrie (150-215) propose une interprétation platonicienne de l’Épître de Pierre et souligne la parenté de l'homme avec Dieu. Origène (185-253) provenant d'Alexandrie insiste sur le rôle de la liberté des hommes, leur progrès spirituel se réalisant de manière surnaturelle par le moyen du Christ le Logos dans l'Esprit Saint en vertu de la grâce du baptême. Plus tard le grand théologien d'Alexandrie adversaire de l'arianisme Athanase (296-373) enseigne que Dieu a assuré le salut du genre humain par l'incarnation de son fils révélant ainsi clairement que l'homme ne doit son salut qu'à la grâce provenant de cette incarnation. Basile de Césarée (329-379) utilise le terme de grâce qu'il applique aux bienfaits de l'Esprit Saint et du Christ qui lui permet de préciser ces derniers de leurs bienfaits. Grégoire de Nysse (335-395) enseigne que la grâce communiquée par le baptême est une force émanant de l'initiative divine qui s'ajoute à l'action humaine libre et non vice-versa, la grâce étant plus puissante que cette dernière. Jean Chrysostome (344-407) tout en reconnaissant la part importante de la liberté attribue la part décisive au don divin de la grâce. Pseudo Denys l'Aréopagite vivant aux alentours de 500 est le premier à introduire le terme technique surnaturel pour qualifier la grâce. Maxime le Confesseur (580-662) fait de l'incarnation du Logos le modèle de la gratuité absolue du don surnaturel de la grâce.
Si le courant théologique oriental distingue entre liberté et grâce, subordonnant la première à la seconde, il n'y a pas semble-t-il de controverses sur la liberté et la grâce comme cela adviendra en Occident.
Concernant la nature de la grâce, l'enseignement de l'Église orthodoxe s'est précisé au quatorzième siècle, lors des conciles de Constantinople de 1341, 1351 et 1368 qui confirmèrent la doctrine de Grégoire Palamas.

### En Occident

#### Premiers siècles
Méliton de Sardes (entre 100 et 200) associe le Logos à la grâce éternelle et précise que le commandement s'est transformé en grâce. Tertullien (160-220) qui défend la liberté humaine comme don de Dieu ouvre la voie à la distinction fondamentale entre la nature et la grâce et oriente la théologie latine vers une conception de la prédestination où la justice est associée à la bonté de Dieu ; il accorde en outre dans le domaine de la grâce une grande importance au baptême. Cyprien de Carthage (200-258) perçoit dans la grâce un don divin gratuit, le baptême effectué uniquement dans l’Église qui est la seule à bénéficier de l'Esprit Saint, constituant pour lui la seule voie vers la lumière. Hilaire de Poitiers (315-367) affirme que l'homme qui est libre fait le premier pas vers Dieu qui lui permet de mériter son aide ultérieure. Ambroise de Milan (339-397) reprend chez Athanase la distinction entre filiation divine de l'unique Fils de Dieu et filiation adoptive des chrétiens dans le cadre de la distinction nature et grâce. Soutenant qu'Adam, en perdant la grâce initiale, a transmis à ses descendants la faute et le péché, de telle sorte que l'homme a besoin de la grâce surtout pour sa conversion initiale, la volonté de l'homme étant préparée par Dieu. Il affirme la gratuité du salut et développe la doctrine selon laquelle l'Esprit Saint concède le don divin qu'est la grâce.

#### Augustin et le pélagianisme
La grâce fut au cœur de débats théologiques principalement à deux époques : à la fin du IVe siècle dans le conflit entre les thèses de Pélage et d'Augustin. Ce débat fut l'une des principales sources de la Réforme.
Le pélagianisme minimisait le rôle de la grâce : Pélage insistait sur le fait que la liberté est le propre de l'homme. Il prétendait que l'homme pouvait, par son seul libre arbitre, s'abstenir du péché, et niait en particulier la nécessité de la grâce pour être sauvé. Plus précisément, selon lui, la grâce de Dieu était seulement une aide extérieure à la volonté humaine libre permettant la compréhension de la révélation et la rémission des péchés. Contre lui, Augustin défendait la primauté du salut par la grâce. « L'homme livré à lui-même est réduit à l'impuissance par la grâce ; c'est elle qui, avec le concours de la volonté, lui permet d'accéder au bien et au salut. » Bien plus, pour lui la grâce de Dieu est le bien même de la liberté, car c'est par elle que la liberté peut exister en tant que telle, et agir par conséquent lors de la réalisation d'un bien méritant la vie éternelle. Sinon, la liberté livrée à elle-même perd son point d'appui en Dieu et part alors à la dérive.

#### Le concile d'Orange
La doctrine sur la grâce fut définie lors du second concile d'Orange en 529. La question qui se posait alors était de savoir si les doctrines d'Augustin sur la providence divine devaient être affirmées, ou si le semi-pélagianisme pouvait l'être. Le semi-pélagianisme était une forme modérée de pélagianisme enseignant que la première étape du salut se produit par la volonté humaine et non par la grâce de Dieu. La position du Concile peut être appelée « semi-augustinienne »,. En effet, d'une part, le concile condamna l'enseignement augustinien de la prédestination au mal. D'autre part, le concile définit que la foi, bien qu'un acte libre de l'homme, résultait, même à ses débuts, de la grâce de Dieu, éclairant ainsi l'esprit humain et permettant la foi. Ceci décrit l'opération de la grâce prévenante permettant aux non-régénérés de se repentir dans la foi,. De nombreux canons ne sont que des citations d'Augustin, comme : « Chaque fois que nous faisons le bien, Dieu opère en nous et avec nous pour que nous opérions » (canon 9). « On ne peut prévenir la grâce par aucun mérite » (canon 18). « Nul n'a en propre que le mensonge et le péché. Mais si quelqu'un possède un tant soit peu de vérité et de justice, il le tient de cette source divine » (canon 22). « Aimer Dieu est entièrement un don de Dieu. Lui qui aime sans être aimé a donné de l'aimer » (canon 25). Boniface II, dans sa lettre à l'évêque Césaire d'Arles, a confirmé les décisions de ce concile : « La foi par laquelle nous croyons au Christ est conférée par la grâce prévenante de la divinité (...) Selon Dieu il n'y a absolument rien de bon que quelqu'un pourrait vouloir commencer, ou faire, ou mener à son terme sans la grâce de Dieu, puisque notre Sauveur a dit : « Sans moi, vous ne pouvez rien faire » (Jean 15, 5) (...) Pour les biens, dont le plus éminent est la foi, même lorsque nous ne voulons pas encore, la miséricorde de Dieu nous prescrit pour que nous voulions, et même suit pour que nous demeurions dans la foi. »

#### Débats à l'avènement du protestantisme
Luther et surtout Calvin contestèrent la doctrine catholique sur ce sujet qui laisse une place au libre arbitre de chacun, pour insister sur la prédestination, produit du salut par la seule grâce divine (la "Sola gratia" est l'une des affirmations majeures du protestantisme).
Reprenant les thèses ultimes de saint Augustin et critiquant par exemple le molinisme, les jansénistes entendirent rétablir les notions de grâce efficace et de prédestination.

## Catholicisme

### La grâce en Jésus-Christ
La grâce s'enracine dans celle de Jésus Christ qui possède trois types distincts de grâces. Il y a en premier lieu la grâce incréée d'union par laquelle son humanité subsiste dans le Logos divin selon l'union hypostatique. En second lieu, il y a la grâce capitale par laquelle il transmet son être filial à son propre corps qui est l’Église. Il y a enfin en l'homme Jésus la grâce habituelle créée, qui dérive de la grâce d'union incréée. Elle est dite aussi grâce sanctifiante (gratium faciens), car elle fait Jésus gracieux aux yeux de Dieu, et qualifie l'agir de Jésus. Celle-ci, donnée aux hommes leur permet de devenir « participant[s] à la nature divine » (2 Pierre 1, 4). Comme on le voit donc, le catholicisme distingue entre la grâce incréée et la grâce créée. La première étant en Jésus Christ qui est Dieu, la seconde est dans Jésus Christ en tant qu'homme et, provenant de lui, par don divin aux hommes, elle consiste en une transformation de l'homme. Par ailleurs il y a selon Thomas d'Aquin : « un certain don gratuitement donné qui est incréé, c'est le Saint Esprit » (Commentaire des Sentences, II, 26, 1). La grâce est la bonne disposition dont Dieu témoigne à l'égard de l'homme en venant habiter en lui.

### Les différents dons aux hommes de la grâce
Thomas d'Aquin subdivise la grâce créée en grâce gratis data, pouvoir qu'ont certains de contribuer au salut des autres, et en grâce gratum faciens, qui consiste simplement en la sanctification d'un homme. Cette dernière peut à son tour être dite grâce habituelle constituant une disposition stable (habitus) qui correspond à une inhabitation dans l'âme de Trinité divine, que l'on appelle aussi grâce sanctifiante ou bien être une grâce actuelle relevant d'une intervention divine ponctuelle suscitant des actes de libre adhésion à Dieu. Il distingue encore la grâce coopérante, aussi appelée grâce aidante, dans laquelle la volonté de l'homme en état de grâce a l'initiative, de la grâce opérante, dans laquelle c'est la grâce qui initie la modification de la volonté. Dans ce dernier cas, la grâce opérante peut prendre la forme du salut de l'âme après sa mort, allant chez certains théologiens jusqu'au concept dit Sola gratia, par lequel Dieu donne le salut par sa seule volonté, indépendamment des mérites. En outre, on parle de grâce efficace quand elle produit un acte bon, par opposition à la grâce suffisante qui nous y rend simplement aptes, à la condition que l'on ne la rejette point.

### La foi, don gratuit de la grâce
Découlant de la grâce, il y a les trois vertus théologales que sont la foi, l'espérance et la charité. La foi est un don gratuit de Dieu, une vertu surnaturelle infuse dans les âmes par Lui. Comme le dit le n° 5 de la constitution Dei Verbum du concile Vatican II, « Pour professer cette foi, l'homme a besoin de la grâce prévenante et aidante de Dieu, ainsi que des secours intérieurs du Saint Esprit. Celui-ci touche le cœur et le tourne vers Dieu, ouvre les yeux de l'Esprit et donne à tous la douceur de consentir à la vérité ». Dans la foi, l'intelligence et la volonté humaine coopèrent librement au don initial de la grâce divine.

### Grâces sacramentelles
Selon la foi catholique le canal privilégié de la grâce est constitué par les sept sacrements. D'abord celui du baptême qui est le sacrement de l'initiation chrétienne, par lequel tous les péchés sont remis, et qui donne la grâce sanctifiante et celui de la confirmation ; puis le sacrement du pardon dit aussi sacrement de pénitence effaçant les péchés commis depuis le baptême ; ensuite, source et sommet de l’Église, sacrement de l'Eucharistie renouvelant de manière non sanglante le sacrifice de Jésus sur la croix. Viennent en outre les sacrements spécifiques du mariage et de l'ordination épiscopale et sacerdotale, lequel sacrement est ordonné spécifiquement à l'enseignement, au pardon des péchés et à l'Eucharistie. Enfin le sacrement des malades. Tous ces sacrements apportent chacun un don réel de la grâce dont les fruits sont en lien avec le degré d'accueil de ceux qui la reçoivent.

### Grâces charismatiques
Enfin on définit dans l’Église Catholique au sein de la gratis data de Thomas d'Aquin, les grâces charismatiques qui sont des grâces attribuées spécifiquement à certains, et permettant à ceux qui les reçoivent de coopérer à la grâce agissant sur ceux qui leur sont confiés du fait de sacrements qu'ils ont reçus à cette intention (par exemple sacrement de l'ordre ordonné à la sanctification des fidèles, sacrement du mariage ordonné à la sanctification des conjoints et à l'éducation chrétienne des enfants ou encore baptême et confirmation appelant à l'évangélisation).

### États existentiels de grâce
D'un autre côté l’Église distingue différents états existentiels de la grâce. Le premier dans le temps est celui de la grâce adamique avant le péché originel où Adam et Eve bénéficiaient de dons surnaturels invisibles et des dons préternaturels visibles. Puis vient entre la chute et l'Incarnation la grâce christique par anticipation sous la loi de nature puis sous la loi mosaïque. Une même grâce oriente vers le Christ les Juifs et les Gentils. Puis on arrive à la plénitude de la grâce christique qui accompagne l'incarnation et lui succède, et qui conditionne un mode d'inhabitation plus intime des personnes divines passant par la médiation des sacrements. Cette grâce christique qui est donnée au sein de l’Église est accompagnée de grâces de suppléance accordées par le Christ à ceux qui n'appartiennent pas à l’Église de manière explicite, mais qui, les accueillant plus ou moins inconsciemment, sont d'autant plus spirituellement liés à l’Église qu'ils sont dans la vérité et la sainteté.

### Enseignement du Catéchisme de l’Église catholique
Selon le Catéchisme de l'Église catholique, la grâce est « la faveur, le secours gratuit » reçu de Dieu afin de répondre à son appel. La grâce est reçue lors du baptême afin de sanctifier l'âme et de la guérir du péché. La justification de l'homme vient de la grâce de Dieu. Ainsi, la grâce est avant tout le don gratuit du Saint-Esprit visant la justification et la sanctification de l'homme. Cependant, la grâce comprend également les dons du Saint-Esprit rendant l'homme apte à faire croître l'Église et à aider au salut des autres.
Ces différentes formes de grâce ont été utilisées de façon différenciée par les théologiens chrétiens occidentaux, et furent l'occasion de vigoureuses controverses théologiques, comme pour Luther.

## Christianisme orthodoxe
Le christianisme orthodoxe est resté attaché à la doctrine de la grâce enseignée par les Pères de l’Église orientale des cinq premiers siècles, mais est resté étranger aux développements doctrinaux sur la grâce prolongeant les thèses augustiniennes. Chez lui, « la doctrine de la grâce découle nécessairement du dogme plus général sur les énergies [divines] ». « La grâce ou illumination déifiante n'est pas l'essence, mais l'énergie divine », dit Grégoire Palamas – énergie qui nous unit à Dieu, qui accomplit notre « déification ». C'est pourquoi l'énergie déifiante est souvent nommée « divinité » tout court, dans la théologie orthodoxe ».

## Protestantisme

### Luthéranisme
Pour Luther qui se voulait un disciple d'Augustin, l'homme, depuis le péché originel d'Adam reste profondément corrompu. Le péché originel, source de la concupiscence, a fait de l'humanité entière une masse de perdition ; il a entièrement corrompu la nature humaine au point que la perte des dons surnaturels a entrainé la perte des dons naturels et ruiné la liberté. Dans ces conditions, si l'homme a la foi, c'est-à-dire s'il a une confiance absolue dans le Christ, Dieu le regardera comme Juste à cause de la passion rédemptrice du Christ, même s'il reste malgré tout intrinsèquement pécheur et perverti. Il est selon la formule de Luther « à la fois pécheur et juste ». Bref, Luther, n'admettant essentiellement que la grâce incréée, pense que Dieu donne librement à ses disciples la grâce imméritée de la foi, sans pour autant verser sur eux la grâce sanctifiante. Sous-jacent à cela, Luther qui a été profondément marqué par le courant nominaliste venant de Guillaume d'Ockham, fait dépendre toutes les choses de la toute-puissance de Dieu et de sa volonté arbitraire. C'est pourquoi il professe la toute-puissance irrésistible de la grâce venant de Dieu, tandis qu'il rejette le libre arbitre humain, en sorte que la réponse au don divin de la foi n'est pas libre, d'où l'importance chez lui d'une sorte de prédestination.

### Calvinisme
Dans la théologie de Calvin qui s'appuie aussi sur Augustin, l'élection inconditionnelle est un aspect de la prédestination selon laquelle Dieu choisit librement certains individus pour qu'ils soient sauvés et les autres pour être condamnés. Les élus bénéficient de la grâce de la miséricorde divine, alors que les autres, les réprouvés, subissent une condamnation sans appel. Cette élection inconditionnelle professée est en lien avec la croyance calviniste en la souveraineté suprême du Dieu transcendant qui n'a de compte à rendre à personne. L'élection inconditionnelle est le choix de Dieu de sauver certains hommes et d'en condamner d'autres, indépendamment des péchés des uns et des autres. Cela signifie que les actes de Dieu pour nous sauver ne sont pas basés sur ce que l'homme peut faire, mais que l'homme est aimé par Dieu sans aucune condition et indépendamment de ses propres actes. L'action de Dieu pour nous sauver est fondée uniquement sur la grâce de Dieu, d'où le fait que l'élection est inconditionnelle.

### Arminianisme
Au début du XVIIe siècle, le théologien hollandais Jacobus Arminius formula l'arminianisme en désaccord avec Calvin en particulier sur l'interprétation de la prédestination. La prédestination dans l'arminianisme est basée sur la prescience divine, contrairement au calvinisme. Ainsi, l'offre de salut par la grâce n'agit pas de manière irrésistible selon une méthode déterministe purement causale, mais plutôt selon une méthode d'influence et de réponse qui peut être à la fois acceptée et refusée. Dans l'arminianisme, Dieu prend l'initiative dans le processus de salut et sa grâce s'adresse à tous. Ceci se fait par le moyen de la grâce prévenante qui agit sur tous les peuples pour les convaincre de l’Évangile, les attirer vers le salut et permettre la possibilité d'une foi sincère. Comme l'a dit Roger Olson : « le synergisme évangélique d'Arminius réserve tout le pouvoir, la capacité et l'efficacité du salut à la grâce, mais permet aux humains d'exercer la capacité accordée par Dieu de résister ou de ne pas y résister. La seule « contribution » des humains est la non-résistance à la grâce. » John Wesley adopta cette même compréhension arminienne. Il distingua notamment trois formes de grâce intervenant dans le processus de salut : la grâce prévenante (habilitante), la grâce justifiante (résistible et conduisant à la régénération), et la grâce sanctifiante (accompagnante jusqu'au salut final). La doctrine de la grâce prévenante est l'une des doctrines les plus importantes du méthodisme.

### Protestantisme contemporain
Déjà au milieu du dix-neuvième siècle, le pasteur calviniste Réville constatait que depuis la mort de Calvin, « tous ou presque tous ont abandonné les doctrines augustiniennes de la grâce ». Cela est allé en s'accentuant. Actuellement le rejet de la prédestination est assez répandu, et celui des mérites autrement dit des bonnes œuvres par les pères fondateurs du protestantisme, est très atténué dans le protestantisme libéral et dans les Églises méthodistes, les Quakers qui rejetèrent initialement la doctrine de la grâce luthérienne et la prédestination calviniste, et les Baptistes, qui ont mis fortement l'accent sur l'entraide sociale et les œuvres de charité.

### Sola gratia,sola fide,solus Christus
À la suite de Luther et Calvin, dans le protestantisme, la grâce désigne plus spécifiquement le don, immérité du salut en Jésus-Christ qui entraîne la foi, d'où les trois grandes devises indissociables communes aux différentes confessions protestantes que sont la sola gratia (la seule grâce), la sola fide (la seule foi), et le solus Cristus, (seul le Christ), à côté de la bien connue sola scriptura (la seule Écriture Sainte).

### Christianisme évangélique
Dans le christianisme évangélique, elle est également une faveur imméritée. Elle permet, par le Saint-Esprit, la sanctification.

## Sources
- (en) Christopher. T. Bounds, « How are People Saved? The Major Views of Salvation with a Focus on Wesleyan Perspectives and their Implications », Wesley and Methodist Studies, vol. 3,‎ 2011, p. 31–54 (JSTOR 42909800, lire en ligne)
- (en) Kenneth Cracknell et Susan J. White, An introduction to world Methodism, New York, Cambridge University Press, 2005
- (en) F. L. Cross, The Oxford dictionary of the Christian church, New York, Oxford University Press, 2005
- Henricus Denzinger, Symboles et définitions de la foi catholique, Paris, Cerf, 1996, 37e éd. (lire en ligne)
- (en) F. Leroy Forlines, The Quest for Truth : Answering Life's Inescapable Questions, Randall House Publications, 2001 (présentation en ligne)
- (en) Francis Oakley, The Medieval Experience: Foundations of Western Cultural Singularity, Toronto, University of Toronto Press, 1988
- (en) Roger E. Olson, Arminian Theology : Myths and Realities, Downers Grove, InterVarsity Press, 2009
- (en) Robert Picirilli, Grace, Faith, Free Will : Contrasting Views of Salvation, Nashville, Randall House, 2002
- (en) C. H. Pickar, The New Catholic Encyclopedia, vol. 5, Washington D.C., 1981
- (en) Brian Shelton, « Prevenient Grace: Two Helpful Distinctions », sur Seedbed, 2015 (consulté le 1er mai 2022)
- (en) Keith D. Stanglin et Thomas H. McCall, Jacob Arminius : Theologian of Grace, New York, OUP USA, 2012 (présentation en ligne)
- (en) Don Thorsen, An Exploration of Christian Theology, Grand Rapids, Baker Books, 2007
- (en) H. Orton Wiley, Christian theology (3 volumes), Kansas City, MO, Beacon Hill Press, 1940 (lire en ligne)